# 初戀 (2012年電視劇)
《初戀》（日语：／ Hatsukoi ?），為日本NHK電視台自2012年5月22日至7月17日播出的電視劇（電視劇10），由木村佳乃主演。
戲劇標語：「唯一能救活我的，竟是我在這世上最痛恨的初戀情人。」

## 劇情概要
學生時代的初戀，因為男友的背叛，在絕望中結束了。但長大後她成為語言治療師，家庭事業兩得意。然而她卻因為罹患絕症，美好的生活一瞬間變調！而唯一能治療她的，竟然是她滿心痛恨的初戀情人…
當年他移情別戀，拋棄了曾經愛過的她、如今他已成為著名的肝臟外科醫師。16年前，岡倉教授負責開刀、匡擔任助手的肝臟手術中，年僅2歲的小病人因出血性休克而往生，在他心中留下了陰影；繁重工作導致他內出血，最終患了失語症…而唯一能幫助他的，竟然是他狠心拋棄的初戀情人…

## 角色及演員

### 主要人物
村上綠 - 木村佳乃（1984年代：橋本愛）
本姓豐崎。語言治療師。因肝癌需住院接受手術。因為與匡的親密關係被潤發現，被潤趕出家門。完結篇中，綠在健康檢查時發現肝癌復發，只剩下一個月的生命，因此匡建議綠與父親、丈夫、兒子與好友共度最後的幸福時光。最後在睡夢中安詳的過世。
三島匡 - 伊原剛志（1984年代：小林勇吉）
綠高中時的初戀男友。1969年生、静岡縣出身。世界級的肝臟外科醫師。曾在巴黎的醫科大學，完成神乎其技的手術。因工作壓力過大引發腦出血，最終罹患了失語症。在綠悉心照料下恢復正常，重回醫師的工作崗位。
村上潤 - 青木崇高
綠的丈夫。人壽保險公司的營業所所長。

### 東都醫科大學
野田幾也 - 山中崇
綠的主治醫師。
高野秀則 - 中原丈雄
教授。
蛯名徹 - 平田満
教授、匡的恩師。
岡倉 - 濱田晃
名譽教授。
前田‐山崎一
事務局長。

### 其他人物
豐崎勝 - 串田和美
綠的父親。在自宅開設理髮廳。綠的母親在她高中時期因肝癌去世。
村上健太 - 里村洋
綠與潤的兒子。
蛯名幸繪 - 佐藤江梨子
匡的前妻。蛯名教授的女兒。
廣瀬光二 - 竹山隆範（1984年代：泉澤祐希）
綠與匡高中時代的同學。與妻子共同經營便當店。
廣瀬由理子 - 安藤玉恵
光二的妻子。綠、匡與光二的高中學妹。
酒井桃子 - 藤澤恵麻
人壽保險公司的女業務員。潤在公司裡的後輩。
青山千香 - 成膳任
記者。
中山貞夫 - 大竹真
綠負責照料的失語症病人。在綠的細心照料下恢復正常。
雪村可奈（當時2歲） - 平澤宏宏路
在16年前岡倉教授負責開刀、匡擔任助手的肝臟手術中，因出血性休克不幸往生的小病人。

## 製作群
- 編劇 - 中園美保
- 配樂 - 渡邊善太郎
- 導演 - 井上剛、一木正惠、岡田健
- 醫學顧問 - 高山忠利（日本大學醫學院）
- 看護指導 - 川原千惠美、松崎玲奈
- 言語聽覺療法指導 - 日本言語聽覺師協會
- 法語指導 - 杉浦愛力
- 鋼琴指導 - 鈴木奈緒
- 理髪指導 - 中川勝利
- 取材協助 - 大原麻美、福田直
- 拍攝場地提供 - 靜岡縣富士宮市、日本大學醫學院附屬板橋醫院、橫濱市立大學附屬醫院
- 製作人 - 小松昌代、菓子浩
- 製作 - NHK

## 主題曲
- MISIA（停不了的愛）

## 插曲
- MISIA「STAY GOLD」（依然閃亮）

原唱為美國盲人歌手史提夫汪達，1983年電影《小教父》（The Outsiders，湯姆克魯斯飾演其中一名主角）主題曲

## 各集標題
| 集數   | 播出日        | 標題           | 中譯       | 導演     | 收視率 |
| ------ | ------------- | -------------- | ---------- | -------- | ------ |
| 第1集  | 2012年5月22日 | STAY GOLD      | 依然閃亮   | 井上剛   | 6.6%   |
| 第2集  | 2012年5月29日 | Frozen Memory  | 遺忘的記憶 | 一木正惠 | 6.7%   |
| 第3集  | 2012年6月5日  | Secret Place   | 神秘的地方 | 一木正惠 | 7.1%   |
| 第4集  | 2012年6月12日 | Innocent Night | 純真之夜   | 井上剛   | 8.3%   |
| 第5集  | 2012年6月26日 | True Heart     | 真心       | 井上剛   | 8.9%   |
| 第6集  | 2012年7月3日  | Endless Kiss   | 無盡的吻   | 岡田健   | 8.9%   |
| 第7集  | 2012年7月10日 | Promise        | 約定       | 一木正惠 | 9.3%   |
| 完結篇 | 2012年7月17日 | ONLY LOVE      | 唯一的愛   | 岡田健   | 11.9%  |

## 外部連結
- 官方網站（页面存档备份，存于）
- 緯來日本台官方網站（页面存档备份，存于）

## 節目的變遷
| NHK 電視劇10                     | NHK 電視劇10                                      | NHK 電視劇10 |
| -------------------------------- | ------------------------------------------------- | ------------ |
|                                  | 初戀 （2012.5.22 - 2012.7.17）                    |              |
| 開拓者們 （2012.4.3 - 2012.5.8） | 白色沙灘旁的鶴龜助產院 （2012.8.28 - 2012.10.16） |              |

| 緯來日本台 週一至週五 22:00至23:00 | 緯來日本台 週一至週五 22:00至23:00  | 緯來日本台 週一至週五 22:00至23:00 |
| --- | ----------------------------------- | ---------------------------------- |
| | 初戀 （2013.02.18 - 2013.02.27）    |                                    |
| HERO （一次播兩集） （2013.02.01 - 2013.02.08 - 21:00 - 23:00) →魚干女又怎樣電影版：羅馬假期 （2013.02.08 - 22:25 - 00:40) 男女糾察隊蛇年勁辣3.5小時版 （2013.02.14 - 22:30 - 02:00) | W的悲劇 （2013.02.28 - 2013.03.11） |                                    |